# 桜 (桜型駆逐艦)
|          | |
| 艦歴     | |
| 計画     | 明治37年度臨時軍事費                                                                                      |
| 起工     | 1911年3月31日                                                                                             |
| 進水     | 1911年12月20日                                                                                            |
| 就役     | 1912年5月21日                                                                                             |
| その後   | 1912年8月28日二等駆逐艦                                                                                   |
| 除籍     | 1932年4月1日                                                                                              |
| 性能諸元 | |
| 排水量   | 基準：公表値 530トン 常備：計画 600トン                                                                   |
| 全長     | 全長：83.51m 水線長：82.29m 垂線間長：260 ft 0 in (79.25 m)                                               |
| 全幅     | 24 ft 0+3⁄8 in (7.32 m)                                                                                   |
| 吃水     | 7 ft 3 in (2.21 m)                                                                                        |
| 深さ     | 4.65m |
| 機関     | 推進：3軸 x 390rpm 主機：直立4気筒3段レシプロ 3基 出力：計画 9,500実馬力 ボイラー：イ号艦本式缶(混焼) 5基 |
| 最大速力 | 計画：30ノット 1931年時 31ノット                                                                          |
| 燃料     | 重油30トン、石炭128トン                                                                                   |
| 航続距離 | 2,400カイリ / 15ノット                                                                                    |
| 乗員     | 竣工時定員：92名 1928年公表値 96名                                                                        |
| 兵装     | 40口径四一式4.7インチ(12cm)砲 1門 40口径四一式3インチ(8cm)砲 4門 四二式5号18インチ(45cm)連装発射管 2基4門 |
| 搭載艇   | 4隻 |
| 備考     | ※トンは英トン                                                                                             |

桜（櫻、さくら）は、大日本帝国海軍の駆逐艦で、桜型駆逐艦のネームシップである。同名艦に松型駆逐艦の「桜」があるため、こちらは「桜 (初代)」や「桜I」などと表記される。

## 艦歴
1911年（明治44年）3月31日、舞鶴海軍工廠で起工、同年12月20日、進水し、1912年（明治45年）5月21日、竣工。
1919年（大正8年）から1925年（大正14年）まで華南、華北の沿岸警備に従事した。
1932年（昭和7年）4月1日除籍。

## 艦長
※『日本海軍史』第9巻・第10巻の「将官履歴」及び『官報』に基づく。
駆逐艦長
- 青木董平 少佐：1912年2月26日 - 12月1日

＊兼舞鶴海軍工廠艤装員（1912年2月26日 - 1912年5月22日）
- 秋吉照一 少佐：1912年12月1日 - 1913年12月1日
- 柴田菊枝 少佐：1913年12月1日 - 1914年8月1日
- 田辺金次郎 少佐：1914年8月1日 - 不詳
- 竹内正 少佐：不詳 - 1915年6月30日[7]
- 荷村信夫 少佐：1915年6月30日[7] - 1915年12月13日
- 岩村兼言 少佐：1915年12月13日 - 1917年12月1日
- 佐藤六平 少佐：1917年12月1日[8] - 1918年12月1日[9]
- 中島直熊 少佐：1918年12月1日[9] - 1919年12月1日[10]
- （心得）角田貞雄 大尉：1919年12月1日[10] - 1920年7月15日[11]
- （心得）松岡弘人 大尉：1920年7月15日[11] - 1920年12月1日[12]
- 広岡正治 少佐：1920年12月1日[12] - 1922年5月25日[13]
- 中田操 少佐：1922年5月25日[13] - 1925年12月1日[14]
- 樋口通達 少佐：1925年12月1日[14] - 1926年8月1日[15]
- （兼）池田久雄 少佐：1926年8月1日[15] - 12月1日[16]
- 中里隆治 少佐：1926年12月1日[16] - 1927年12月1日[17]
- 板倉得止 少佐：1927年12月1日 - 1929年11月30日
- 加瀬三郎 少佐：1929年11月30日 - 1931年4月1日